# Chronica Jutensis
Chronica Jutensis (pol. Kronika jutlandzka, duń. Jyske Krønike), znana również jako Continuatio compendii Saxonis oraz Chronica Danorum to krótka duńska kronika z XIV wieku. Napisana jest w języku łacińskim. Kronika zawiera również krótkie (około jednej czwartej oryginału) streszczenie Gesta Danorum Saxo Gramatyka, nazwane Compendium Saxonis.
Oryginalny manuskrypt zaginął. Zachowały się jednak cztery osobne ręcznie stworzone kopie, około stu lat młodsze od oryginału.
Chronica Jutensis zaczyna się w momencie, w którym kończy się Gesta Danorum, czyli u schyłku rządów Kanuta IV, tuż przed objęciem tronu przez Waldemara Zwycięskiego. Wydarzenia opisane w pracy kończą się na początku panowania Waldemara Atterdaga, około 1342 roku.
Kronika prawdopodobnie napisana została w latach 1342–1350. Ponieważ nie wspomniano w niej sprawy sprzedania Estonii inflanckiej gałęzi zakonu krzyżackiego, co miało miejsce 29 września 1346, praca musiała powstać albo przed tą datą, albo najpóźniej kilka lat po niej.
Nie wiadomo, kto jest autorem Kroniki. Zapewne jednak była to osoba z Jutlandii, gdyż topografia, zdarzenia i postacie z tego regionu opisane są szczególnie dobrze.